# Let me be your N. 1
«Let me be your N. 1» es un sencillo interpretado por el cantante francés Dato Shake. Lanzado en 1985 por Baby/Polydor, su lado A pertenece al género Italo disco, mientras que el lado B es una balada.

## Listado de canciones

### Sencillo de 12 pulgadas
- A - Let me be your N. 1 (5:45)
- B - Sammy's song (5:30)